# Zdzisław Tuszyński
Zdzisław Tuszyński (ur. 15 sierpnia 1938 w Poznaniu) – polski polityk, związkowiec, działacz PZPR, poseł na Sejm I, II i III kadencji.

## Życiorys
Ukończył w 1980 technikum mechaniczne. W 1957 został zatrudniony w Zakładach „H. Cegielski”. Przez wiele lat był etatowym pracownikiem związkowym działającym we władzach krajowych OPZZ. Od 1987 przewodniczył Federacji Zakładowych Organizacji Związkowych Przemysłu Metalowego, Elektrycznego i Maszynowego – „Metalowcy”.
Brał udział w obradach Okrągłego Stołu w grupie roboczej do spraw nowego ładu ekonomicznego. W latach 1991–2001 przez trzy kadencje sprawował mandat poselski z ramienia Sojuszu Lewicy Demokratycznej. W 1996 jako jedyny zagłosował przeciwko uchwale Sejmu oddającej hołd uczestnikom Poznańskiego Czerwca 1956. W 2001 nie ubiegał się o reelekcję.
W 2002 otrzymał Krzyż Oficerski Orderu Odrodzenia Polski.